# Герб Дебьоського району
Герб Дебьо́ського райо́ну — один з елементів офіційної символіки Дебьоського муніципального району Удмуртії в складі Російської федерації. Герб був прийнятий рішенням Дебьоської районної ради депутатів Удмуртської Республіки від 24 серпня 2006 року.

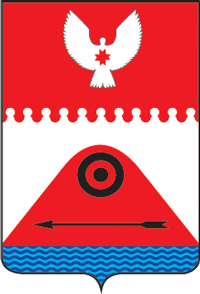
Старий варіант

Герб являє собою червоний чотирикутний щит із загостреним нижнім кінцем. На щиту зображено срібну стрілу, оточену золотою стрічкою, яка утворює ніби цифру 8 в горизонтальному положенні, або математичний знак нескінченості. У верхній частині щита зображено підвіску «Шунди-Муми» (Матері Сонця) — стилізоване зображення жінки, яка тримає півколо з кулею в піднятих руках.